# Patrick Bercz
Patrick Bercz, né le 11 septembre 1989 à Kempen, est un coureur cycliste allemand.

## Biographie
Patrick Bercz commence sa carrière en 2008 au sein de l'équipe continentale allemande Vlassenroot, qui devient Seven Stones les deux années suivantes. Il ne remporte aucune victoire professionnelle durant cette période. En 2010, il termine notamment quatrième de la Flèche du port d'Anvers et septième de la Neuseen Classics – Rund um die Braunkohle
En 2011, il rejoint l'équipe Eddy Merckx-Indeland. Il prend la septième place de la Côte picarde, une des épreuves de la Coupe des Nations des moins de 23 ans lors d'une arrivée au sprint. Quelques jours plus tard, il s'adjuge toujours chez les moins de 23 ans le Grand Prix de Francfort espoirs lors d'une arrivée au sprint entre quatre coureurs.

## Palmarès
- 2011
  - Grand Prix de Francfort espoirs

## Classements mondiaux
| Année           | 2010 | 2011 |
| --------------- | ---- | ---- |
| UCI Europe Tour | 521e | 309e |